# فهرست دانشگاه‌ها در لسوتو
فهرست دانشگاه‌ها در لسوتو شامل مؤسسات آموزش عالی فعال در این کشور واقع در جنوب آفریقا است. آموزش عالی در لسوتو شامل دانشگاه‌های دولتی، خصوصی، و مؤسسات فنی و حرفه‌ای می‌شود که برنامه‌هایی در زمینه‌های علوم انسانی، علوم پایه، مهندسی، فناوری اطلاعات، علوم اجتماعی، هنر، طراحی، تجارت و آموزش ارائه می‌دهند. 

## دانشگاه‌ها و مؤسسات آموزش عالی
برخی از مهم‌ترین دانشگاه‌ها و مؤسسات آموزش عالی در لسوتو عبارت‌اند از:
'''دانشگاه ملی لسوتو''' (National University of Lesotho - NUL)
قدیمی‌ترین و مهم‌ترین دانشگاه این کشور است که در سال ۱۹۴۵ تأسیس شده و در شهر روما واقع شده‌است. این دانشگاه دارای چندین دانشکده در رشته‌های مختلف است.
'''دانشگاه فناوری خلاق لیمکوکوینگ''' (Limkokwing University of Creative Technology)
یک دانشگاه خصوصی با منشأ مالزیایی که از سال ۲۰۰۸ در ماسرو فعالیت می‌کند و در زمینه فناوری، طراحی و کسب‌وکار تخصص دارد.
'''دانشگاه بوتو لسوتو''' (Botho University Lesotho)
یکی از شاخه‌های دانشگاه بوتو در بوتسوانا است که از سال ۲۰۱۵ در لسوتو فعال است. این دانشگاه برنامه‌هایی در مدیریت، فناوری اطلاعات، سلامت و گردشگری ارائه می‌دهد.
'''پلی‌تکنیک لروتولی''' (Lerotholi Polytechnic)
یک مؤسسه قدیمی و فنی تأسیس‌شده در سال ۱۹۰۵ که آموزش‌های مهارتی در حوزه‌های مهندسی، فناوری نساجی و مدیریت ارائه می‌دهد.
'''دانشگاه علوم و فناوری لسوتو''' (Lesotho University of Science and Technology - LUST)
یک دانشگاه دولتی با تمرکز بر علوم کاربردی و فناوری که در سال ۲۰۰۹ تأسیس شد.